# Burschenschaft Hilaritas Stuttgart
Die Burschenschaft Hilaritas ist eine pflichtschlagende und farbentragende Studentenverbindung an der Universität Stuttgart. Sie wurde am 14. Januar 1873 gegründet und trägt die Farben Rot-Silber-Schwarz und eine rote Studentenmütze. Ihr Wahlspruch ist „Treu-Fest-Frei“.

## Geschichte

### Gründungsjahre
Am 14. Januar 1873 durch sechs Studenten des Polytechnikums in Stuttgart als Gesellschaft am Polytechnikum gegründet, beschloss die Gesellschaft 1877, sich den Namen Siesta zu geben. Nachdem dies nicht durch den Lehrerkonvent des Polytechnikums genehmigt wurde, entschied man sich für den Namen Akademische Verbindung Hilaritas. Kurz darauf wurden der Zirkel und der Wahlspruch eingeführt.
Ab 1898 werden die heutigen Farben rot-silber-schwarz getragen. Die ursprünglichen Farben schwarz-rot-schwarz, welche sich an den Farben des Württembergischen Königreiches orientieren sollten, mussten wieder aufgegeben werden, da diese bereits von der Akademischen Verbindung Vitruvia verwendet wurden. Da bereits zuvor silberne Perkussion getragen wurde, entschied man sich dazu Silber auch in die Farben zu übernehmen. Entsprechend den Regeln der Heraldik wurde die Edelmetallfarbe zwischen die anderen gesetzt. Im selben Jahr wurde die Verbindung eine Burschenschaft.
Im Jahr 1900 trat die Burschenschaft Hilaritas dem Rüdesheimer Verband deutscher Burschenschaften (RvdB) bei.

### Hauskauf
Der Altherrenkonvent beschloss den Bau eines Verbindungshauses. Dafür wurde der Altherrenverband der Burschenschaft Hilaritas gegründet und in das Vereinsregister eingetragen. Für 13.827 Mark wurde das Grundstück gekauft, auf dem das Hilarenhaus nach Plänen des Stuttgarter Baumeisters Heinrich Jassoy errichtet wurde. Aus der Hand desselben Baumeisters entstammen auch die Baupläne des alten Stuttgarter Rathauses. Reste dieses alten Rathauses sind noch an den Seiten- und an der Rückwand des aktuellen Rathauses zu sehen – die Ähnlichkeit mit dem Hilarenhaus ist unübersehbar. Im Jahre 1910 wurde die Pergola errichtet, die an der Vorderseite des Hauses steht. Diese wurde 2010 abgerissen und neu aufgebaut.
Nachdem beinahe alle aktiven Mitglieder der Burschenschaft bei Kriegsausbruch 1914 eingezogen worden waren, wurde der Aktivenbetrieb eingestellt.

### Zwischen den Weltkriegen
Im Ersten Weltkrieg waren 151 Mitglieder im Feld, 22 davon sind gefallen. Der Aktivenbetrieb wurde im Dezember 1918 wieder aufgenommen. 1919 fusionierte der RVdB mit der Deutschen Burschenschaft zur Deutschen Burschenschaft. Im Jahre 1920 wurde das Freundschaftskartell Rheinischer Ring durch die Burschenschaft Hilaritas mitgegründet.
Im Jahr 1933 konstituierte die Altherrenschaft den Hausverein Hilaritas als Eigentümer des Hauses. Nach der Auflösung der Deutschen Burschenschaft am 18. Oktober 1935 und der Eingliederung in den NSDStB wurden die Bezeichnungen Jungkameradschaft Hilaritas und Altkameradschaft Hilaritas im auferlegten Studentenbund geführt. Nach harten Auseinandersetzungen mit dem NSDStB wurde die Jungkameradschaft 1936 aufgelöst und die Altkameradschaft in Bund alter Hilaren umbenannt. Die meisten Alten Herren aus den Altherrenschaften der Stuttgarter Burschenschaften Arminia, Gaudeamus und Hilaritas schlossen sich zur Altherrenschaft Lüderitz der bestehenden Kameradschaft Lüderitz zusammen. Das Hilarenhaus wurde der Kameradschaft zur Verfügung gestellt. Der Bund alter Hilaren löste sich 1939 auf, der Hausverein Hilaritas als Eigentümer des Hauses bestand weiter. Nach Ausbruch des Zweiten Weltkrieges wurden viele Mitglieder zur Wehrmacht eingezogen.

### Nach dem Zweiten Weltkrieg
Im Zweiten Weltkrieg fielen 33 Mitglieder der Verbindung. Um einer Beschlagnahmung des Verbindungshauses zu entgehen, vermietete der Hausverein Hilaritas das Gebäude an das Evangelische Hilfswerk, das heutige Diakonische Werk. Diese kluge Entscheidung sicherte den Fortbestand des Hauses und legte den Grundstein für die spätere Wiederaufnahme der Verbindungstätigkeit.
Im Jahr 1947 wurde die Akademische Vereinigung Columbus (AVC) von sieben jungen Studenten gegründet. Zwei Jahre später, 1949, schlossen sich diese Gruppe und der Hausverein Hilaritas zusammen, um die Akademische Verbindung Hilaritas ins Leben zu rufen. Der Hausverein blieb dabei als Altherrenverband (AHV) der Verbindung bestehen und unterstützte die Aktivitäten der jungen Mitglieder.
Die politische und gesellschaftliche Entwicklung in der Nachkriegszeit beeinflusste auch die Hilaritas. Mit der Wiedergründung der Deutschen Burschenschaft im Jahr 1950 wurde die Verbindung automatisch Mitglied dieses Verbandes. Um diese Zugehörigkeit zu verdeutlichen, änderte sie 1951 ihren Namen in „Stuttgarter Burschenschaft Hilaritas“. Innerhalb der Deutschen Burschenschaft führte die Wiedereinführung der Bestimmungsmensur im Jahr 1954 zu Spannungen: 35 Mitglieder traten aus Protest aus, kehrten jedoch viele Jahre später teilweise wieder zurück.
Auch die gesellschaftlichen Umbrüche der 1960er Jahre hinterließen ihre Spuren. 1968 nahm die Burschenschaft Hilaritas aktiv an den Protesten gegen die Hochschulpolitik der Landesregierung teil, die im Zusammenhang mit der Einführung eines Studentenparlaments an der Stuttgarter Universität standen.
Obwohl die Deutsche Burschenschaft 1972 den Fechtzwang für ihre Mitgliedsverbindungen offiziell aufhob, entschied sich Hilaritas bewusst, die Tradition der Bestimmungsmensur beizubehalten. Dies unterstrich ihren Willen, an den klassischen Werten und Bräuchen der Burschenschaft festzuhalten.
Eine weitere bedeutsame Entscheidung fiel am 1. Dezember 2012, als die Burschenschaft Hilaritas per Beschluss ihres Bundeskonvents mit sofortiger Wirkung aus der Deutschen Burschenschaft austrat. Diese Entscheidung markierte einen Wendepunkt in der Geschichte der Verbindung und führte zur Orientierung an neuen Strukturen.
Am 3. Oktober 2016 war Hilaritas Gründungsmitglied des Korporationsverbands Allgemeine Deutsche Burschenschaft, dem sie seither angehört. Damit unterstreicht die Verbindung ihre Anpassungsfähigkeit an veränderte Rahmenbedingungen und ihren Wunsch, aktiv die Zukunft des burschenschaftlichen Lebens mitzugestalten. Im Verbandsgründungsausschuss, welcher den Prozess der Verbandsgründung über 3 Jahre moderierte, war Hilaritas mit 2 engagierten Mitgliedern vertreten.

### Vorsitzende Burschenschaft
Die Burschenschaft Hilaritas war und ist sehr engagiert in ihren Verbänden. Dies ist durch die zahlreiche Übernahme des Vorsitzes dokumentiert.
- Vorsitzende Burschenschaft im Rüdesheimer Deputierten-Convent: 1903
- Vorsitzende Burschenschaft im Rüdesheimer Verband deutscher Burschenschaften: 1916
- Vorsitzende Burschenschaft der Deutschen Burschenschaft: 1971/1972, 1991/1992, 2002/2003, 2007/2008
- Präsidierende Burschenschaft der Deutschen Burschenschaft: 1973
- Vorsitzende Burschenschaft der Allgemeinen Deutschen Burschenschaft: 2020

## Couleur
Das Burschenband besteht aus den Farben rot-silber-schwarz mit silberner Perkussion, das Fuxenband ist rot-schwarz mit silberner Perkussion. Spefüxe tragen ein rotes Band mit breiter silberner Perkussion. Die Mütze ist aus rotem Filz gefertigt.
Die ersten Burschenbänder 1888 trugen die Farben schwarz-rot-schwarz, nach Beschwerden der AV Vitruvia, welche dieselben Farben führt, wurden die Farben dann zu schwarz-silber-rot geändert. Erst 1898 wurden die Farben dann, aufgrund von Beschwerden der Verbindung Germania Hohenheim, zu den heute noch getragenen Farben geändert.

## Wappen und Wahlspruch
Das Wappen besteht aus vier auf einem Schild abgebildeten Feldern. Im ersten Feld befindet sich der Zirkel der Burschenschaft Hilaritas, der verziert ein „Hv!“ darstellt. Dies steht für das lateinische Hilaritas vivat! – zu deutsch Hilaritas lebe (hoch)! Die im zweiten Feld dargestellten gekreuzten Klingen zweier Mensurschläger stehen für die Treue der Bundesbrüder untereinander. Die im dritten Feld dargestellte Eiche steht für die feste Verwurzelung zum Vaterland. Im vierten Feld ist ein Adler dargestellt, er steht für die Freiheit. Zusammen bilden die Felder den Wahlspruch der Burschenschaft Hilaritas: Treu-Fest-Frei!

## Verbindungshaus

Haus der Burschenschaft Hilaritas Stuttgart

Das Hilarenhaus liegt am Südhang der Halbhöhenlage mit einer hervorragenden Aussicht über die Stuttgarter Innenstadt mit dem Königsbau, dem Alten und dem Neuen Schloss und anderen historischen Gebäuden. Über eine der berühmten Treppen – in Stuttgart Stäffele genannt – ist es in wenigen Minuten von der Innenstadt aus zu erreichen. Die Sünderstaffel endet direkt vor dem Hilarenhaus. Es wurde 1903 von Heinrich Jassoy entworfen. Auf Grund der optischen Ähnlichkeit zum 1901 gebauten Stuttgarter Rathaus wurde das Korporationshaus der Hilaren in früherer Zeit im Volksmund oft Kleines Rathaus genannt. Ebenfalls war es unter dem Namen Drachenschlössle bekannt, auf Grund einiger Sandsteinfiguren in Drachenform, welche sowohl am Hilarenhaus als auch am Rathaus zu finden sind.
Im Sommersemester 2013 wurde das neue Studentenwohnheim auf dem Grundstück der Hilaritas feierlich eingeweiht.

## Burschenschaftliche Ausrichtung
Die Burschenschaft Hilaritas sieht sich ihrem Selbstverständnis entsprechend als liberale Burschenschaft in der Mitte der burschenschaftlichen Bewegung.
Sie war Gründungsmitglied der Initiative Burschenschaftliche Zukunft (IBZ) und hat die vorangegangene Stuttgarter Initiative (SI) ebenfalls mitinitiiert.
Aus der Initiative Burschenschaftliche Zukunft entstand, nach jahrelanger Arbeit, 2016 der neue Verband Allgemeine Deutsche Burschenschaft. Hier gehört die Burschenschaft Hilaritas zu einer der 27 Gründungsburschenschaften.

## Kartell und Freundschaftsverhältnisse
Die Burschenschaft Hilaritas gehört zu den Gründungsburschenschaften des Kartells Rheinischer Ring und ist dort seit dessen Gründung 1920 Mitglied.
Im Oktober 2012 wurde ein Freundschaftsverhältnis mit der Alten Straßburger Burschenschaft Germania zu Tübingen begründet.
Im Januar 2013 wurde mit der Münchener Burschenschaft Arminia-Rhenania am Wochenende der 140. Hilariuskneipe ein Freundschaftsverhältnis begründet.
Aus diesem Freundschaftsverhältnis heraus wurde in Eisenach am Burschenschaftsdenkmal am 18. Oktober 2013 der Viererbund zwischen der Karlsruher Burschenschaft Teutonia, der Münchener Burschenschaft Arminia-Rhenania, der Braunschweiger Burschenschaft Germania sowie der Burschenschaft Hilaritas begründet. Der Viererbund beschloss auf dem Viererbundkonvent im Januar 2018 die Auflösung, da die Ziele, die Zeit ohne Verband zu überbrücken und die Gründung der ADB konstruktiv zu begleiten, als erreicht angesehen wurden.

## Bekannte Mitglieder
- Emil Beck (1887–1982), Bauingenieur, Präsident der Reichsbahndirektion Berlin
- Dieter Brucklacher (1939–2016), Maschinenbauingenieur, langjähriger Vorsitzender der Leitz-Gruppe und Vorsitzender (2004–2007) des Verbands Deutscher Maschinen- und Anlagenbau
- Adolf Daimler (1871–1913), Maschinenbauingenieur, Sohn Gottlieb Daimlers, Direktor und Mitinhaber der Daimler-Motoren-Gesellschaft
- Gustav Eichler (1883–1969), Erbauer des Nürburgringes[8]
- Rudolf Gussmann (1911–2002), Inhaber und Geschäftsführer des Spielwarenherstellers Kibri[8]
- Friedrich Haußer (1875–1963), Architekt
- Gerhard Heimerl (1933–2021), Bauingenieur, Verkehrswissenschaftler, Universitätsprofessor
- Matthias Hohner (1898–1978), Direktor und Mitinhaber der Hohner Musikinstrumente GmbH & Co. KG, Enkel des Firmengründers[8]
- Gunter Huppenbauer (* 1942), Bauingenieur und Hochschullehrer
- Hermann Huppenbauer († 1994), u. a. 1960–1963 Kommandeur des Luftwaffenparkregiment 1 der Luftwaffe[8]
- Heinrich Jassoy (1863–1939), Architekt, Oberbaurat
- Karl Kade (1870–1943), Fabrikant, Bruder des Fabrikanten und Mäzens Max Kade[8]
- Walther Kaufmann (1887–1965), Wasserbauingenieur und Hochschullehrer
- Ullrich Martin (* 1963), Eisenbahningenieur, Verkehrswissenschaftler, Universitätsprofessor
- Julius Moser (1882–1970), Bauingenieur, Ehrenbürger der Stadt Pforzheim, Präsident der Industrie- und Handelskammer, wurde in das KZ Theresienstadt deportiert
- Hans-Eckhardt Schaefer (* 1939), Physiker, Träger der Tammann-Gedenkmünze
- Gustav Wahler (1903–1989), Firmenleiter und Mitinhaber der Gustav Wahler GmbH u. Co. KG, Sohn des Firmengründers[8]
- Wilhelm Wiemann (1878–1910), Teilhaber und Direktor des Unternehmens Gebr. Wiemann[8]

Mitgliederverzeichnis:
- Willy Nolte (Hrsg.): Burschenschafter-Stammrolle. Verzeichnis der Mitglieder der Deutschen Burschenschaft nach dem Stande vom Sommer-Semester 1934. Berlin 1934. S. 1091–1092.